# بيت موريسون
بيت موريسون (بالإنجليزية: Pete Morrison)‏ هو ممثل أمريكي، ولد في 8 أغسطس 1890، وتوفي في 5 فبراير 1973.

## وصلات خارجية
- بيت موريسون على موقع IMDb (الإنجليزية)
- بيت موريسون على موقع أول موفي (الإنجليزية)
- بيت موريسون على موقع قاعدة بيانات الفيلم (الإنجليزية)
- بيت موريسون على موقع كينوبويسك (الروسية)